# Jurij Kluczkowski
Jurij Bohdanowycz Kluczkowski, ukr. Юрій Богданович Ключковський (ur. 18 lipca 1949 we Lwowie) – ukraiński polityk, fizyk.

## Życiorys
Absolwent (1972) Uniwersytetu Iwana Franki, uzyskał stopień kandydata nauk fizycznych i matematycznych. Po ukończeniu studiów zajął się pracą naukową. Od 1977 był zatrudniony w Narodowej Akademii Nauk Ukrainy. W 1993 został docentem w katedrze fizyki teoretycznej na Uniwersytecie Iwana Franki. W latach 1996–1998 kierował wydziałem oświaty administracji obwodu lwowskiego.
Od 1998 do 2012 nieprzerwanie sprawował mandat deputowanego do Rady Najwyższej (wybierany w 1998, 2002, 2006 i 2007). Należał do Ludowego Ruchu Ukrainy, w 2005 został członkiem Ludowego Związku "Nasza Ukraina". W trakcie wyborów prezydenckich w 2004 pełnił funkcję przedstawiciela Wiktora Juszczenki w Centralnej Komisji Wyborczej. Należał do przywódców pomarańczowej rewolucji.